# Que seas muy feliz
Que Seas Muy Feliz es el cuarto álbum grabado por el cantante Mexicano Alejandro Fernández, Fue lanzado al mercado el 2 de mayo de 1995. Fue producido por Pedro Ramírez. La canción "Como Quién Pierde Una Estrella" se convirtió en la canción más popular en ese momento, convirtiéndolo en un nuevo himno para el género. Se filmaron videos de las canciones "Como Quien Pierde Una Estrella" y "La Mitad Que Me Faltaba". Otras canciones conocidas de este disco son "Que Seas Muy Feliz", "Paso del Norte" y "Que Bueno". Forma parte de la lista de los 100 discos que debes tener antes del fin del mundo, publicada en 2012 por Sony Music.

## Información sobre el álbum
"Que seas muy feliz" es el cuarto álbum de Alejandro Fernández, publicado en mayo de 1995, contiene en este álbum los hits "Que Bueno", la famosa canción que se convirtió en un éxito "Como Quién Pierde Una Estrella" (lo cual se grabó el video original), el mariachi "Paso Del Norte", "La Mitad Que Me Faltaba" (que también grabó el video original), la canción homónima que le da el título del álbum y el hit mariachi "El Potrillo" (que pronto se convitiría el sobrenombre artístico del intérprete).

## Lista de canciones
1. Que Bueno (Manuel Eduardo Castro) - 3:10
2. Que Será de Mí (Marcela Galván) - 2:44
3. Llorando Penas (Manuel Monterrosas) - 3:09
4. Como Quién Pierde Una Estrella (Humberto Estrada) - 3:32
5. Ojo Por Ojo (Juan R. Ibarra y José de J. Ibarra) - 2:26
6. Paso del Norte (Felipe Valdés Leal) - 3:04
7. Uno Más (Jesús Navarrete) - 2:22
8. Y Después (Indalecio Ramírez) - 2:56
9. Me Recordarás Llorando (Pedro Villar) - 2:58
10. La Mitad Que Me Faltaba (Manuel Monterrosas) - 3:24
11. Que Seas Muy Feliz (Manuel Monterrosas) - 2:45
12. El Potrillo (Crescencio Hernández) - 3:29

## Lista de posiciones

### Álbum
| Año  | Listas                            | Posición | Semanas en la lista |
| ---- | --------------------------------- | -------- | ------------------- |
| 1995 | Billboard Top Latin Albums        | 28       | 49                  |
| 1996 | Billboard Regional Mexican Albums | 12       | 15                  |

### Sencillos
| Año  | Listas                                   | Canción                        | Posición | Semanas en la lista |
| ---- | ---------------------------------------- | ------------------------------ | -------- | ------------------- |
| 1995 | Billboard Hot Latin Songs                | Que Seas Muy Feliz             | 17       | 8                   |
| 1995 | Billboard Hot Latin Songs                | Como Quien Pierde Una Estrella | 17       | 11                  |
| 1995 | Billboard Latin Regional Mexican Airplay | Como Quien Pierde Una Estrella | 11       | 4                   |
| 1997 | Billboard Latin Pop Airplay              | Como Quien Pierde Una Estrella | 18       | 2                   |
| 1996 | Billboard Hot Latin Songs                | Paso Del Norte                 | 29       | 3                   |
| 1997 | Billboard Hot Latin Songs                | Que Bueno                      | 33       | 2                   |
| 1997 | Billboard Latin Pop Airplay              | Que Bueno                      | 19       | 1                   |